# Чекрк (филм)
Чекрк је српски телевизијски филм из 2013. године, снимљен у продукцији РТС-а. Филм је снимљен према сценарију Душана Премовића, а режирао га је Петар Станојловић.

## Радња
Филм говори о двојици бунарџија, Мишули (Боро Стјепановић) и Пуји (Љубомир Бандовић), противречних ставова и мишљења који, у свакодневним несугласицама, одају привидну међусобну нетрпељивост и равнодушност, али и радост осуђености на заједнички живот.
Мајстор Мишула је у овом односу оличење старог мудраца, а шегрт Пујо је наивни, брзоплети хедониста. Док авиони прелећу и бомбардују Србију, ова два обична човека, игром случаја неупућена у догађаје, заокупљена маратонским копањем бунара на један подругљив, али духовит начин, отапају тежину и мизерност сопствених живота. Поред бунарџија несвесних историјског тренутка и једно ваљевско село живи готово бизарно, мирнодопском свакодневицом, док се звук убојитих експлозија временом приближава...

## Улоге
| Глумац               | Улога   |
| -------------------- | ------- |
| Боро Стјепановић     | Мишула  |
| Љубомир Бандовић     | Пујо    |
| Срђан Ивановић       | Радисав |
| Весна Станковић      | Зорка   |
| Иван Томашевић       | Цицвара |
| Драго Чума           | деда    |
| Чедомир Милисављевић | војник  |